# Jackson Campos
Jackson Henrique de Campos Dias (Santo André, 25 de agosto de 1985), mais conhecido como Jackson Campos, é um executivo brasileiro especializado em comércio exterior, logística e supply chain para o setor farmacêutico e de saúde. Ele é conhecido principalmente por seu papel como diretor de relações institucionais e diretor da vertical farmacêutica da AGL Cargo, uma empresa dedicada a soluções logísticas nacionais e internacionais com foco em medicamentos, produtos farmacêuticos e cadeias refrigeradas. Sua atuação ocorre em um cenário de constantes debates sobre a balança comercial e a competitividade do Brasil, onde a estratégia diplomática é fundamental, segundo especialistas como Campos.

## Educação
Possui graduação em comércio exterior, pós-graduação em gestão industrial farmacêutica e supply chain de saúde, e MBA em logística. Atualmente, faz doutorado em gestão de empresas pela universidade de Bordeaux. Tem sido uma figura destacada ao longo dos últimos 20 anos por sua atuação em vendas, relações institucionais, implementação de políticas públicas para o setor de saúde e desenvolvimento de estratégias de logística farmacêutica. É membro do Colégio Brasileiro de Executivos da Saúde (CBEXS), do Instituto de Relações Governamentais (IRelGov), embaixador da Logcomex, além de professor de logística internacional e produtor de conteúdo para o mercado de comércio exterior.

## Carreira
Sua carreira abrange a liderança em negócios focados na logística da cadeia do frio para produtos farmacêuticos, o desenvolvimento de soluções inovadoras em serviços logísticos e a atuação estratégica na interface entre empresas e governo para melhorar o ambiente de negócios no Brasil. Além disso, ele coordena iniciativas ligadas ao setor farmacêutico e de saúde, incluindo a gestão de clientes na indústria farmacêutica e a responsabilidade sobre operações internacionais relevantes, como o transporte de vacinas e produtos médicos.
Campos também contribui como autor, palestrante e professor, participando de debates e discussões sobre temas-chave ligados à modernização, agilidade e competência na logística farmacêutica, mostrando a importância do alinhamento do Brasil com as melhores práticas globais de qualidade e eficiência.